# Kathedraal van Truro
De kathedraal van Truro, officieel de kathedraal van de Gezegende maagd Maria (Engels:The Cathedral of the Blessed Virgin Mary), is een anglicaanse kathedraal in het Engelse Truro, de hoofdstad van Cornwall.

## Geschiedenis
In 1880 begon de bouw van de kerk, naar ontwerp van John Loughborough Pearson. De kerk werd gebouwd in neogotische stijl. Tussen 1880 en 1887 werd een tijdelijke, houten kerk gebouwd. In 1897 stierf Pearson, waarop zijn zoon Frank de honneurs waarnam. In 1905 was de centrale toren afgebouwd. Vijf jaar later was de bouw van de kerk klaar met het voltooien van de twee westelijke torens. In 2002 werd begonnen met de restauratie van de kathedraal. Naar verwachting zal deze restauratie vijftien jaar duren.

## Galerij

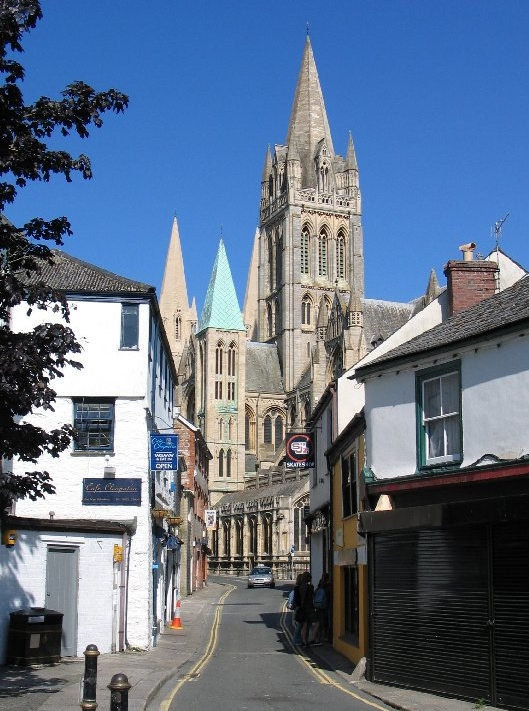
De kathedraal
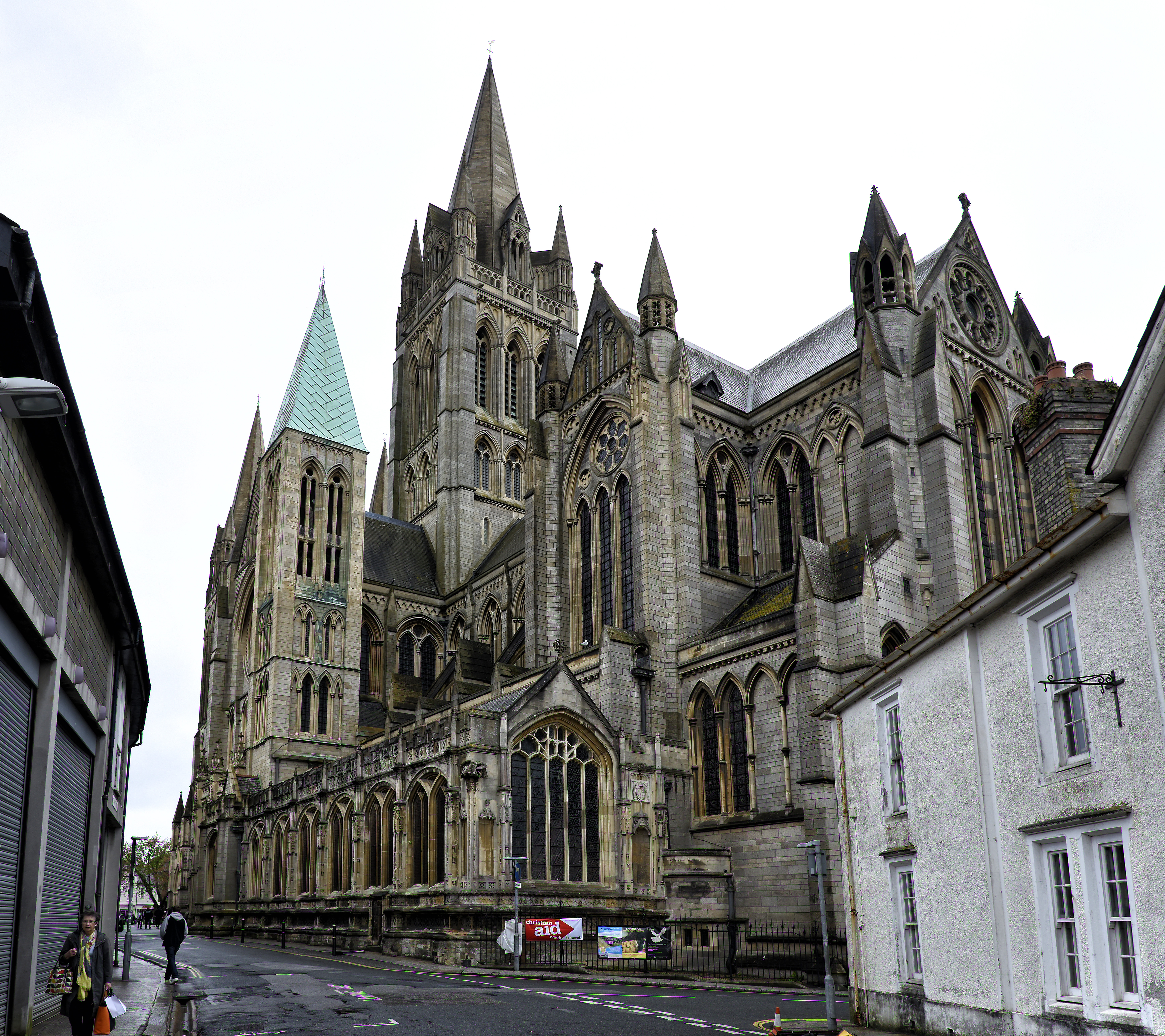
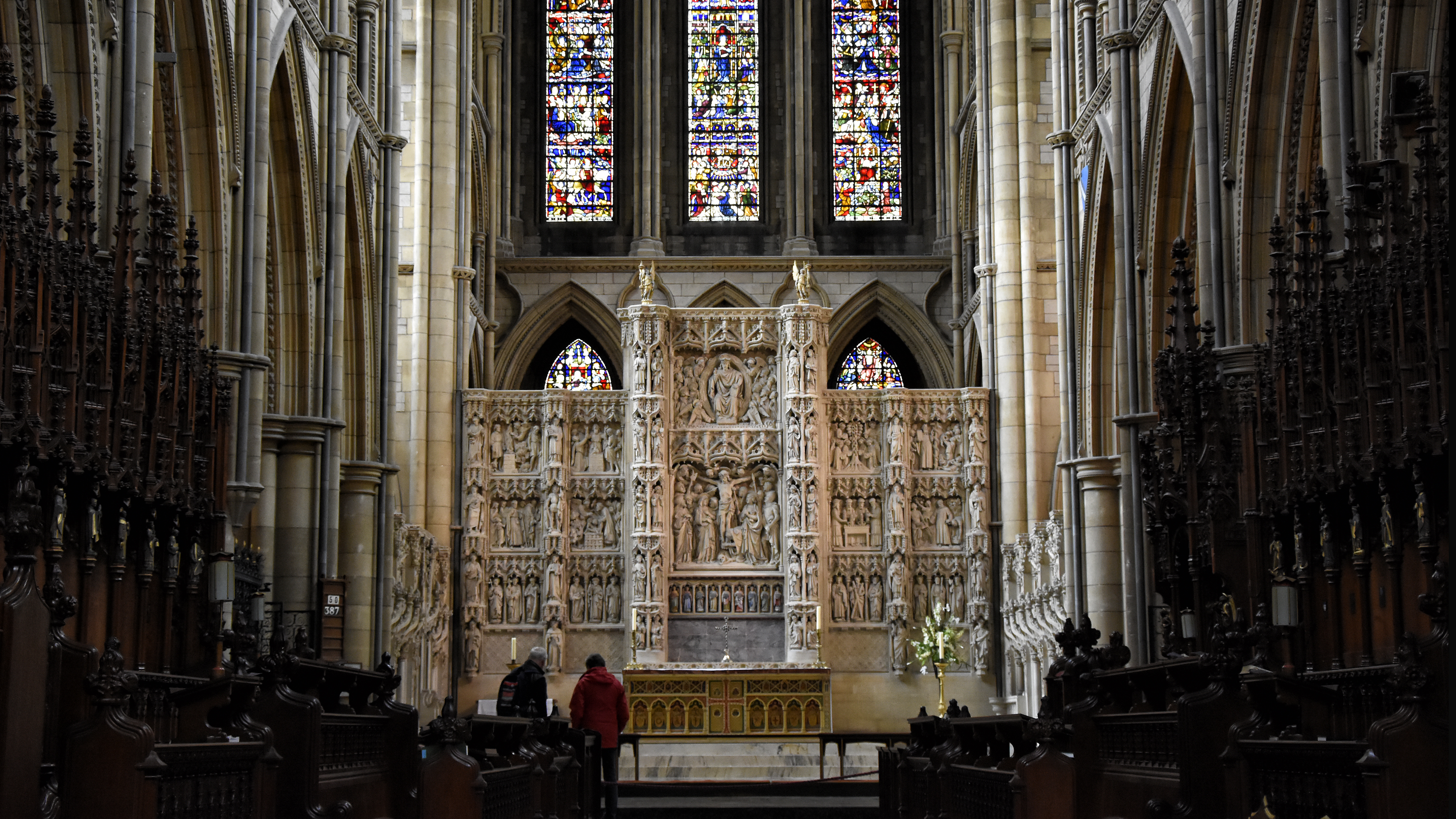
Koor en hoofdaltaar
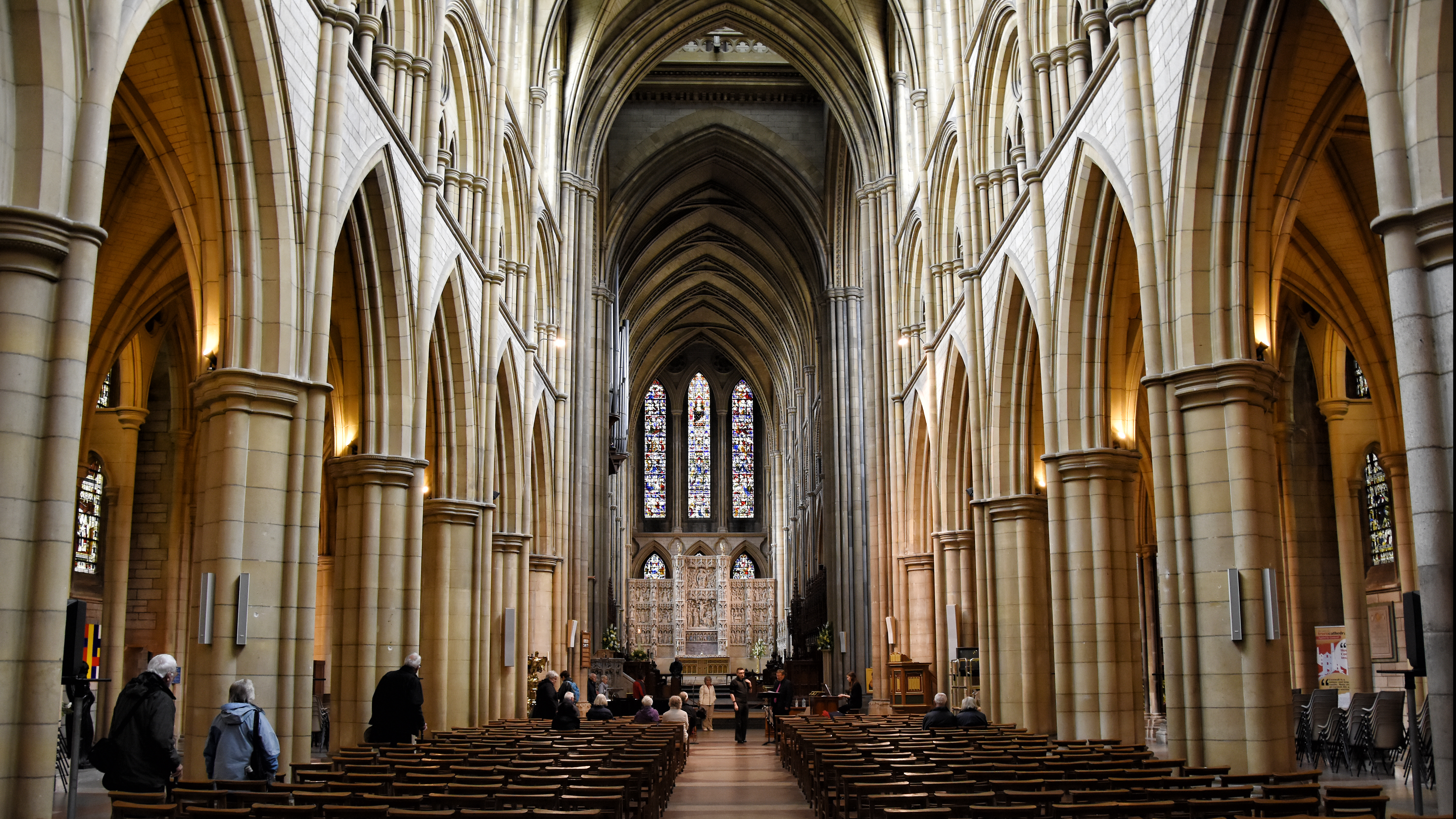
Schip van de kathedraal
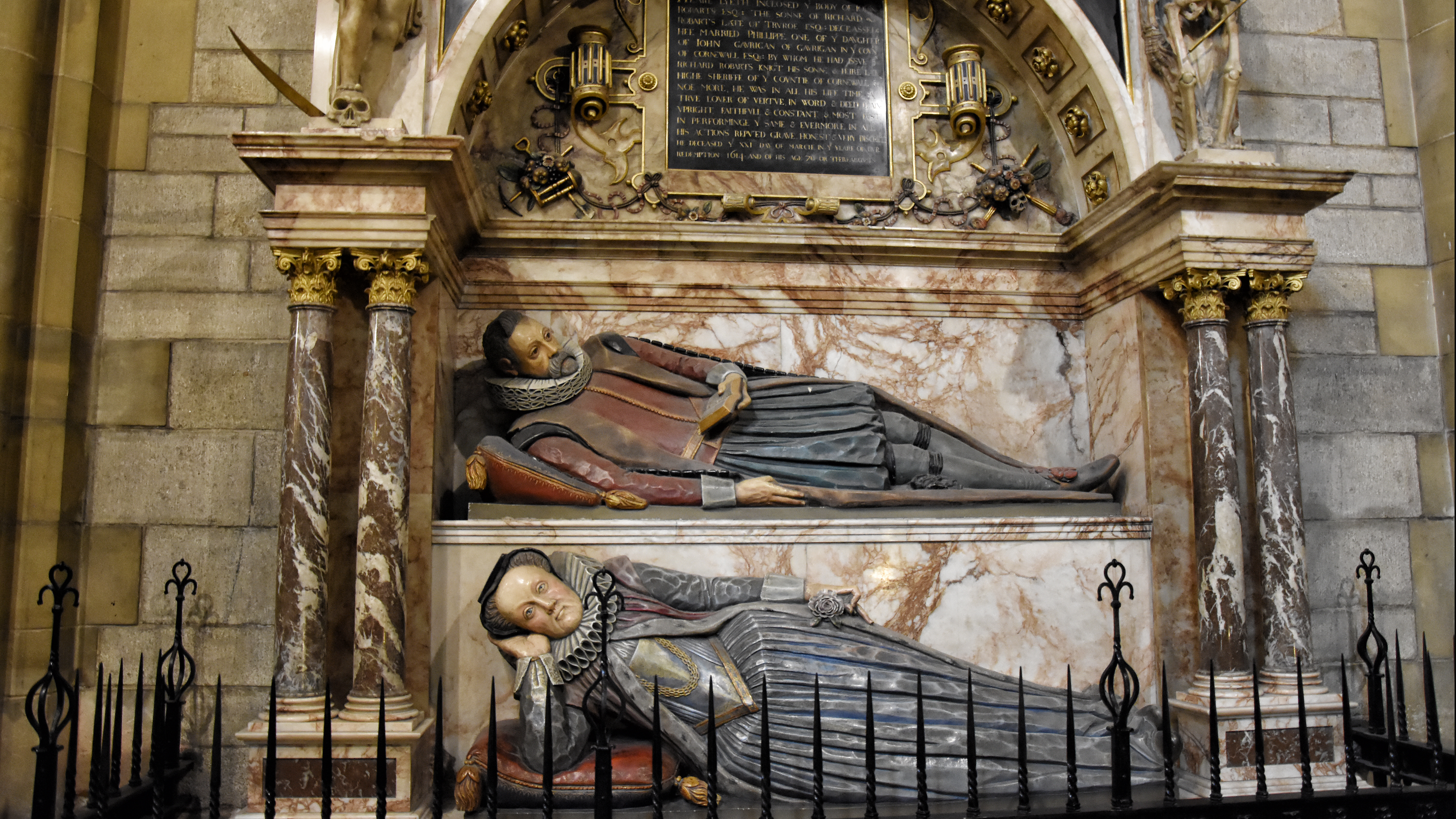
Robarts tomb